# Lida

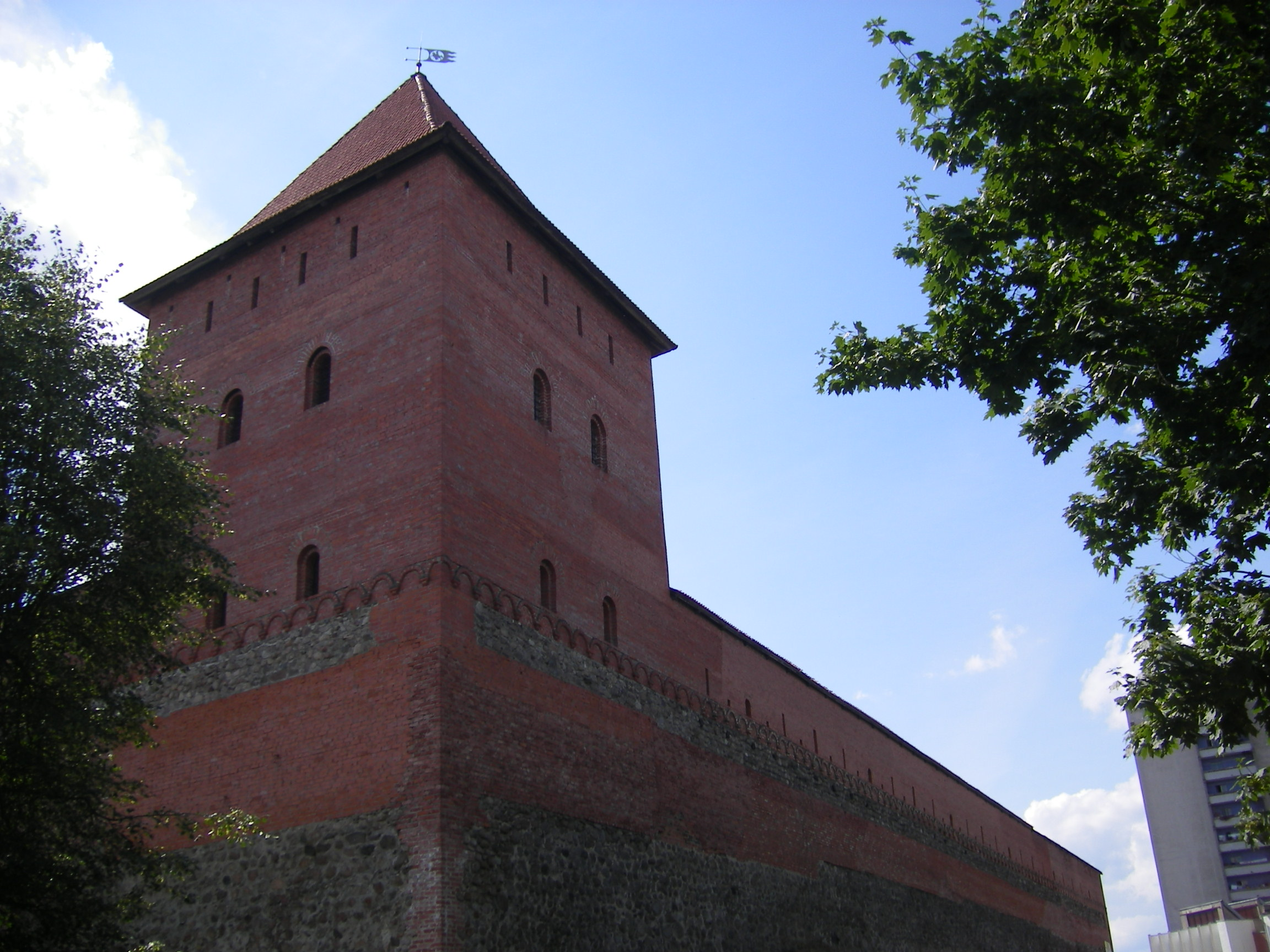
A lidai vár

Lida (Лида) város Fehéroroszország Hrodnai területén, a Lidai járás székhelye. 97,8 ezer lakosával  a terület 2. legnépesebb városa. A Nyeman völgyében fekszik, Minszktől 174 km-re nyugatra, Hrodnától 112 km-re keletre, a litván határtól 50 km-re délre. A város az ország lengyel kisebbségének központja (a város lakosságának 38%-át alkotják ).

## Története
A várost 1323-ban alapította Gediminas litván nagyfejedelem, mint erősséget a lovagrendek elleni védelemben. Nevét a ljado szóból eredeztetik, mely tisztást jelent. Az erőd körül hamarosan kialakult a város is, melynek fénykora a 16. századig tartott, a Litván Nagyfejedelemség legfontosabb városai közé tartozott. 1590-ben Lida megkapta a magdeburgi városi jogokat. Vára fontos szerepet játszott az orosz-lengyel (1654-1667) és az Északi háborúban (1700-1721). 1759-1834 között piarista kollégium is működött a városban. 1795-ben, Lengyelország 3.felosztásakor került Oroszországhoz.
A 19. század 2. felében felgyorsult a város ipari fejlődése, elsősorban a vasút felépülése után. Fafeldolgozó, vasöntő cégek alakultak, ekkor létesítették a sörgyárat és a dohányfeldolgozót is. 1897-ben 9323 lakosa volt a városnak. 1919. április 17-én a lengyel csapatok elfoglalták, 1920-1939 között Lengyelországhoz tartozott. 1939 szeptemberében a BSZSZK-hoz csatolták. 1941. június 27-én a náci német hadsereg elfoglalta. Lida 3 éven át volt német megszállás alatt, ezalatt zsidó lakosságának nagy részét kiirtották (korábban híres rabbiképző is működött itt). A Vörös Hadsereg 1944. július 7-én szabadította fel a várost.
Az 1960-as évektől kialakult és megerősödött gépipari jellege, ez a lakosság ugrásszerű növekedésével járt. 1959-ben 28,5 ezer; 1972-ben 50 ezer; 1989-ben már 91 ezer lakosa volt. 

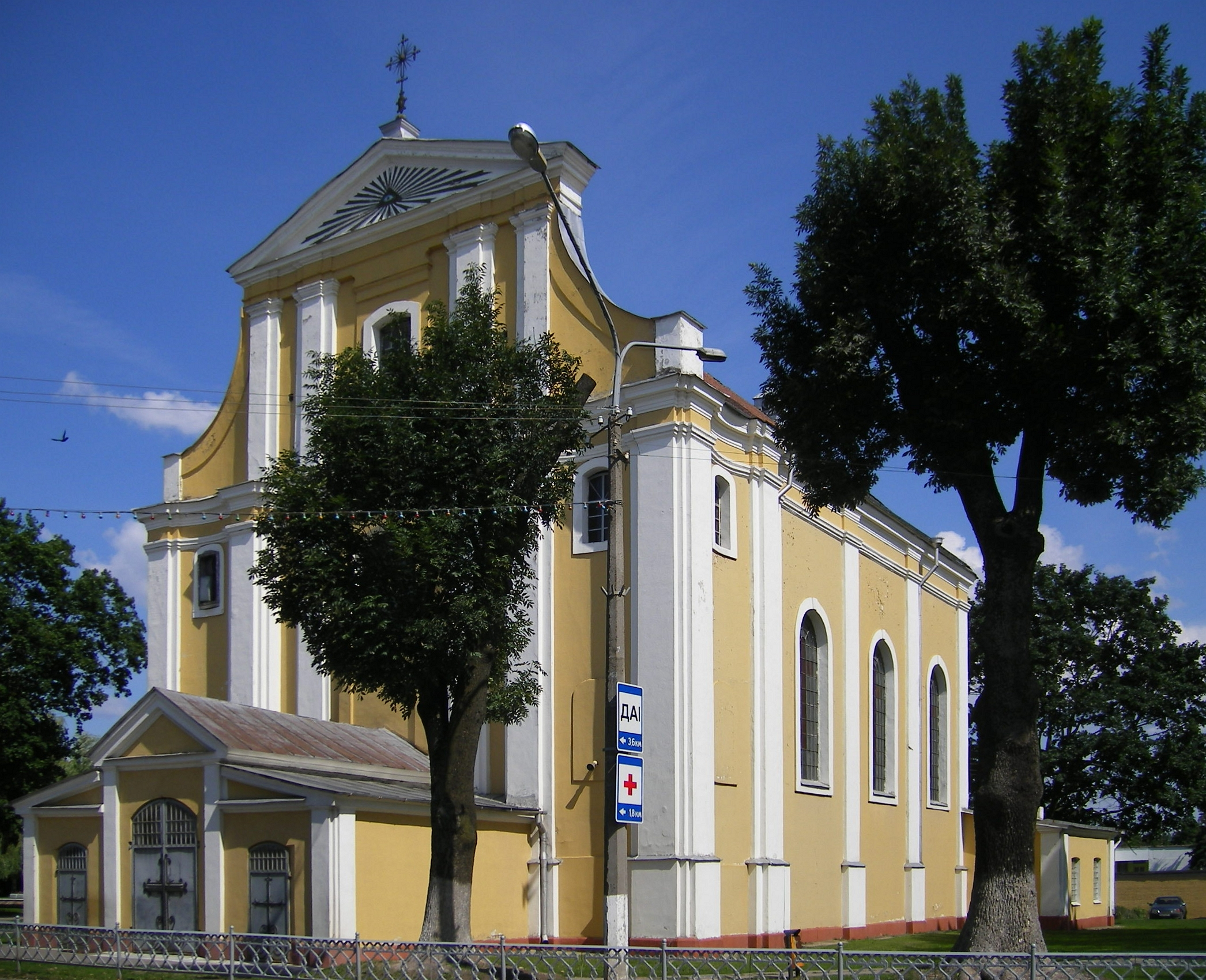
A 18. századi Kresztovozdvizsenszkaja-templom

## Gazdasága
Lida sokoldalú iparából elsősorban a fejlett gépipart kell kiemelni, melyet három nagyüzem képvisel:
- Lidszelmas – mezőgazdasági gépgyár, melynek fő profilja a burgonyabetakarító kombájnok gyártása.
- Lidaagroprommas – gabonabetakarító kombájnok gyára.
- Nyeman – autóbuszgyár, 1984-ben alapították, 1990-ben kezdődött meg a termelés.

Meg kell említeni még a világítótesteket gyártó LZE-t (Lidszkij Závod Elektrotovarov), a sörgyárat (Lidszkoje), valamint a hús- és tejkombinátot. A város közlekedési szerepköre is fontos, elsősorban mint vasúti csomópont jelentős. 

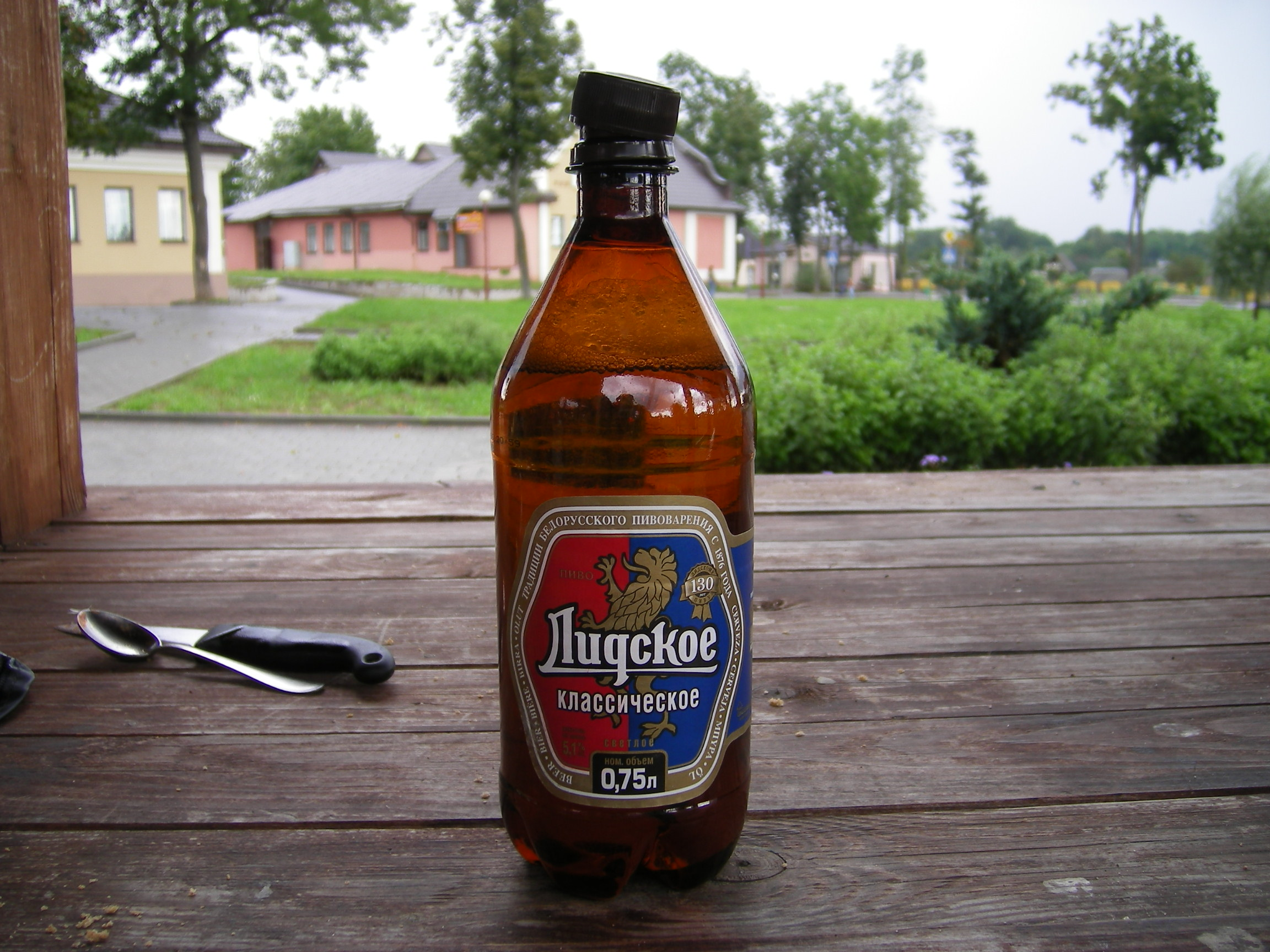
A város élelmiszeriparának híres terméke a Lidai sör

## Városszerkezet, látnivalók
Lida központi városmagja a Ligyeja folyócska nyugati oldalán terül el, északról és nyugatról vasútvonalak határolják. A sínektől nyugatra új lakótelepek sora található, északra a litván határ felé vezető M11-es út mentén alakult ki Sztrugi városrész. A Ligyejától keletre eső városrészeket két részre osztja a Lenyinszkaja utca, ettől délre az 1980-as években a városhoz csatolt Lajkovscsina falu és Juzsnij Gorodok lakótelepét, északra pedig a Nagy Honvédő Háború hősi emlékművét találjuk, majd a várossal csaknem egybeépült, de közigazgatásilag különálló Malejkovscsina falu következik. Az M11-es úton a központtól jóval távolabb fekszik Indusztrialnij városrész, mely a gépgyáraknak ad otthont. Az várostól északnyugatra Mologyozsnij szintén Lidához tartozik. 

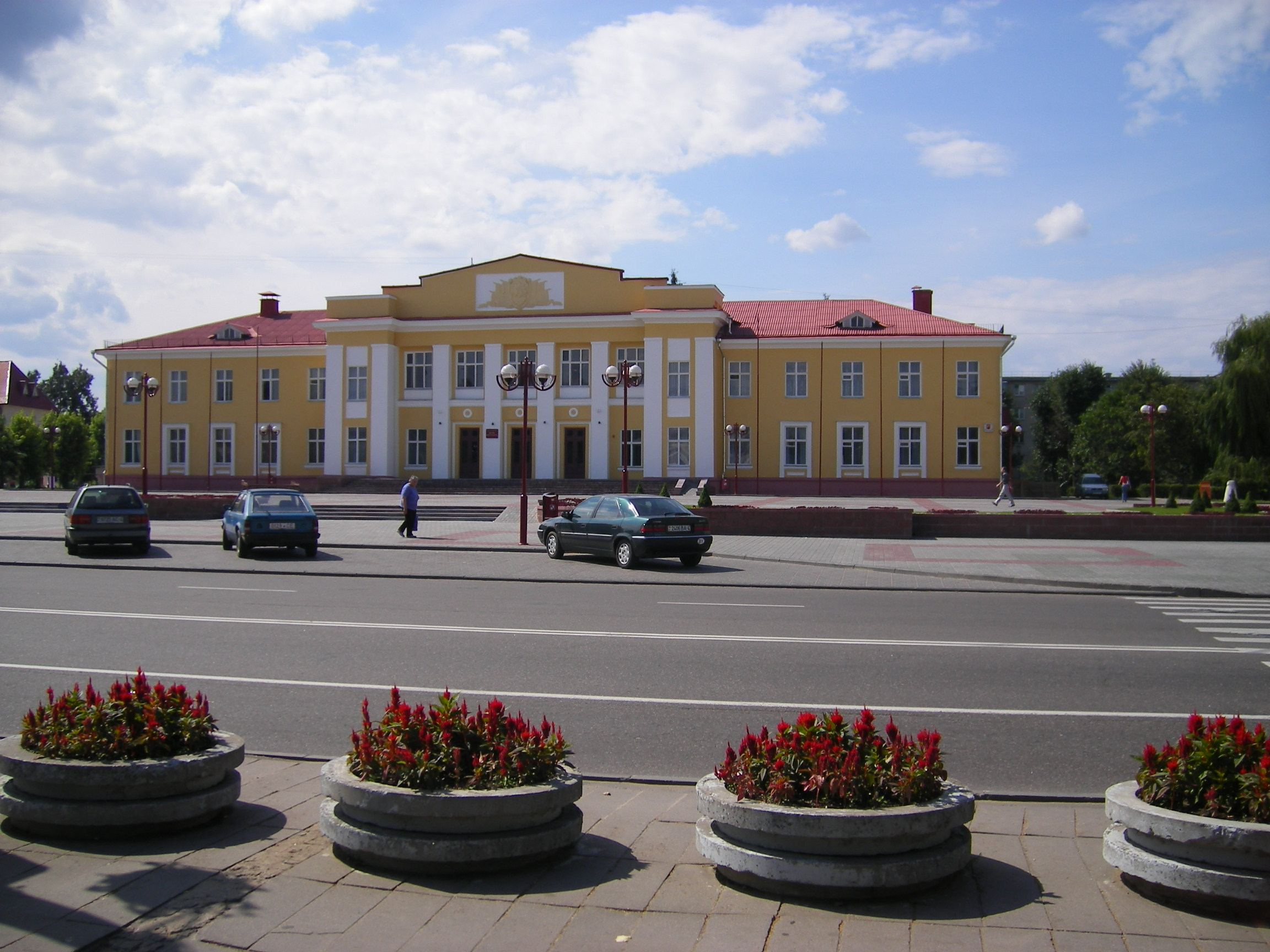
A város főtere, a Lenin tér

A belváros észak-déli tengelye a Szovjetszkaja, kelet-nyugati a Lenyinszkaja utca. A két utca kereszteződésénél található a Lenin-tér, ahol a városi és járási tanács épülete áll. A Szovjetszkaja utcán észak felé haladva találjuk az 1747–1770 között épült Kresztovozdvizsenszkaja-templomot és az 1797-1825 között épült Szt. Mihály-katedrálist, mely a régi piarista monostorhoz tartozott. Ez utóbbi mellett egy kis parkban áll Franciszk Szkarina egész alakos szobra. A Lenin tértől délre, a város 600. évfordulójáról elnevezett tér mellett található a város fő nevezetessége, a négyszög alaprajzú, 12 m magas falakkal rendelkező téglából épült vár. Bástyái közül csak az északkeleti maradt épségben, melyben a vár történetét bemutató kiállítás látható.

## Külső hivatkozások
- A város nevezetességei (oroszul)
- Városi honlap (oroszul)